# Make Believe
«Make Believe» — пісня каліфорнійського гурту «Toto». Автором композиції став
Девід Пейч — піаніст та основний автор колективу у той час.
Сингл піднявся до тридцятої сходинки чарту Billboard.

## Композиції
Сторона А
1. Make Believe 3:43

Сторона Б
1. Lovers In The Night 4:27

## Чарти
| Чарти (1997)                 | Найвища позиція |
| ---------------------------- | --------------- |
| Німеччина (Media Control AG) | 70              |
| США (Billboard Hot 100)      | 30              |

## У поп-культурі
«Make Believe» ввійшла до саундтреку гри Grand Theft Auto:Vice City Stories, де її можна почути на вигаданій радіо-станції «Emotion 98.3».